# Abdullah Gül
Abdullah Gül   (Kayseri, 29 d'octubre de 1950) és un polític turc.Va ser escollit el primer president de Turquia amb antecedents en política islàmica després de les eleccions generals anticipades del 2007 i amb anterioritat va ostentar els càrrecs de Primer Ministre i Ministre d'Afers exteriors.

## Biografia
Nascut a Kayseri, Gül va estudiar econòmiques a la Universitat d'Istanbul. Durant els seus estudis de postgrau, va passar dos anys (1976–1978) a Londres i va estudiar a la Universitat d'Exeter al Regne Unit. Tornant a Turquia el 1978, es va convertir en instructor al Departament d'Enginyeria Industrial de la Universitat de Sakarya mentre treballava en la seva investigació doctoral sobre les relacions econòmiques de Turquia amb altres països musulmans. Es va doctorar a la Universitat d'Istanbul el 1983. Entre 1983 i 1991, va treballar al Banc Islàmic de Desenvolupament (BID) a Jiddah, Aràbia Saudita. El 8 de febrer de 2009 se li va concedir un doctorat honorari per la Universitat Amity, Noida, i un LL.D per la Universitat de Dhaka el 13 de febrer de 2010.
Va ser elegit membre del parlament turc pel Refah Partisi (RP, "el Partit del Benestar") del districte electoral de Kayseri el 1991 i el 1995. Durant aquests anys, va fer declaracions sobre el sistema polític de Turquia dissenyat per Mustafa Kemal Atatürk i el Moviment Nacional Turc, que incloïa "Això és el final del període republicà" i "El sistema laic ha fracassat i definitivament volem canviar-lo". Aquestes declaracions van causar polèmica quan el primer ministre Recep Tayyip Erdogan va anunciar la seva candidatura a les eleccions presidencials de 2007.
Després que el Partit de la Justícia i el Desenvolupament (AKP) guanyés la majoria de vots a les eleccions generals de novembre de 2002, Gül va ser nomenat primer ministre, ja que el líder de l'AKP, Recep Tayyip Erdoğan, encara tenia prohibit participar en política. Després que el govern de Gül va aconseguir una legislació que permetés el retorn d'Erdogan a la política, aquest últim va assumir el càrrec de primer ministre el 14 de març de 2003. Gül va ser nomenat viceprimer ministre i ministre d'Afers Exteriors.